# Аалто, Алек
Алек Микаэль А́алто (фин. Alec Mikael Aalto; 24 сентября 1942, Хельсинки, Финляндия — 24 декабря 2018) — финский дипломат; с 2006 по 2010 годы — чрезвычайный и полномочный посол Финляндии в Швеции.

## Биография
Родился 24 сентября 1942 года в Хельсинки.
В 1967 году получил степень магистра в университете Хельсинки, а с 1968 по 1970 годы обучался на факультете международного права в Оксфордском университете.
С 1970 по 1972 годы работал в качестве журналиста-переводчика, а с 1973 по 1975 годы работал в правительстве по связям с общественностью. С 1979 года начал работать в министерстве иностранных дел Финляндии.
С 1991 по 1995 годы был чрезвычайным и полномочным послом Финляндии в Австрии, с 2003 по 2006 годы — в Италии, а с 2006 по 2010 годы — в Швеции.